# Hiszpania na Zimowych Igrzyskach Olimpijskich 1980
Hiszpanię na Zimowych Igrzyskach Olimpijskich 1980 reprezentowało ośmioro zawodników: pięciu mężczyzn i trzy kobiety. Był to dziesiąty start reprezentacji Hiszpanii na zimowych igrzyskach olimpijskich.

## Skład kadry

### Biegi narciarskie
Mężczyźni
| Zawodnik         | Konkurencja   | czas       | Pozycja |
| ---------------- | ------------- | ---------- | ------- |
| Emiliano Morlans | Bieg na 15 km | 50:42,33   | 53.     |
| José Giro        | Bieg na 15 km | 51:30,06   | 55.     |
| José Giro        | Bieg na 30 km | 1:41:57,97 | 47.     |
| Emiliano Morlans | Bieg na 30 km | 1:46:28,42 | 49.     |

### Łyżwiarstwo figurowe
| Zawodnik   | Konkurencja | Nota   | Pozycja |
| ---------- | ----------- | ------ | ------- |
| Gloria Mas | Solistki    | 126,56 | 21.     |

### Narciarstwo alpejskie
Mężczyźni
| Zawodnik                  | Konkurencja | Konkurencja | Konkurencja       | Konkurencja       | Konkurencja   | Konkurencja   | Konkurencja               | Konkurencja               | Konkurencja               | Konkurencja               |
| Zawodnik                  | Zjazd       | Zjazd       | Slalom gigant     | Slalom gigant     | Slalom gigant | Slalom gigant | Slalom specjalny          | Slalom specjalny          | Slalom specjalny          | Slalom specjalny          |
| Zawodnik                  | Czas        | Pozycja     | Czas 1. przejazdu | Czas 2. przejazdu | Czas łączny   | Pozycje       | Czas 1. przejazdu         | Czas 2. przejazdu         | Czas łączny               | Pozycja                   |
| ------------------------- | ----------- | ----------- | ----------------- | ----------------- | ------------- | ------------- | ------------------------- | ------------------------- | ------------------------- | ------------------------- |
| Francisco Fernández Ochoa | 1:50,69     | 27.         | 1:23,11           | 1:23,47           | 2:46,58       | 22.           | 57,31                     | 54,30                     | 1:51,61                   | 22.                       |
| Jorge García              |             |             | 1:23,03           | 1:24,05           | 2:47,08       | 23.           | Nie ukończył 1. przejazdu | Nie ukończył 1. przejazdu | Nie ukończył 1. przejazdu | Nie ukończył 1. przejazdu |
| Jorge Pérez               |             |             | 1:22,06           | 1:22,82           | 2:44,88       | 14.           | Nie ukończył 1. przejazdu | Nie ukończył 1. przejazdu | Nie ukończył 1. przejazdu | Nie ukończył 1. przejazdu |

Kobiety
| Zawodniczka            | Konkurencja | Konkurencja | Konkurencja                | Konkurencja                | Konkurencja                | Konkurencja                | Konkurencja                | Konkurencja                | Konkurencja                | Konkurencja                |
| Zawodniczka            | Zjazd       | Zjazd       | Slalom gigant              | Slalom gigant              | Slalom gigant              | Slalom gigant              | Slalom specjalny           | Slalom specjalny           | Slalom specjalny           | Slalom specjalny           |
| Zawodniczka            | Czas        | Pozycja     | Czas 1. przejazdu          | Czas 2. przejazdu          | Czas łączny                | Pozycja                    | Czas 1. przejazdu          | Czas 2. przejazdu          | Czas łączny                | Pozycja                    |
| ---------------------- | ----------- | ----------- | -------------------------- | -------------------------- | -------------------------- | -------------------------- | -------------------------- | -------------------------- | -------------------------- | -------------------------- |
| Blanca Fernández Ochoa |             |             | 1:18,37                    | 1:30,62                    | 2:48,99                    | 18.                        |                            |                            |                            |                            |
| Ana María Rodríguez    |             |             | Nie ukończyła 1. przejazdu | Nie ukończyła 1. przejazdu | Nie ukończyła 1. przejazdu | Nie ukończyła 1. przejazdu | Nie ukończyła 1. przejazdu | Nie ukończyła 1. przejazdu | Nie ukończyła 1. przejazdu | Nie ukończyła 1. przejazdu |